# クネノミクス
クネノミクス(朝: 근혜노믹스)は、朴槿恵韓国大統領が掲げる経済政策を指す言葉である。現地メディアなどが使っている。毎日経済新聞が発行した本のタイトルが名前の由来となっている。

## 概要
朴槿恵の大統領就任が決定した2012年12月19日の2日後、12月21日に毎日経済新聞によって出版された同名の書籍に記載された経済政策のことを差し、非正規から正規雇用への転換、新産業の育成での雇用増などが挙げられている。
朴槿恵が弾劾された後、ほとんど使われない用語だ。実は執権当時もこの言葉はよく使われなかったし、実体が不明だという批判はあったが、「創造経済」という言葉がはるかに多く使われた。